# Flávio Augusto da Silva
Flávio Augusto da Silva, né le 7 février 1972 à Rio de Janeiro, est un homme d'affaires et un écrivain brésilien, fondateur de la société Wise Up et propriétaire du Orlando City Soccer Club.

## Biographie
À 23 ans, il fonde l'école de langue anglaise Wise Up,,. La société s'est développée et devient une société de portefeuille d'une valeur approximative de 877 millions de R $, qui a été payée par Grupo Abril Educação en février 2013. L'un des principaux projets de Flávio Augusto est un cours qui met en lumière plusieurs réussites et affirme à ses étudiants comment devenir un entrepreneur prospère.
En 2013, il achète un club de football professionnel aux États-Unis, le Orlando City Soccer Club, dans la ville d'Orlando,. La même année, Orlando City fait partie de la MLS - Major League Soccer, l'élite du football américain. En juillet 2014, le milieu de terrain brésilien Kaka est engagé par Orlando City pour trois ans et demi. Au cours du second semestre 2014, Kaka est prêté pour six mois au São Paulo FC, le club qui l'a révélé.
Né et élevé dans la banlieue de Rio de Janeiro, il a étudié la plupart du temps dans une école publique de son quartier. À 19 ans, il a commencé à travailler dans le département commercial d'une école anglaise avec l'intention de gagner sa vie.
En décembre 2015, il a racheté Wise Up pour 398 millions de R$. 